# Bathycongrus bullisi
Bathycongrus bullisi és una espècie de peix pertanyent a la família dels còngrids.

## Descripció
- Pot arribar a fer 39,5 cm de llargària màxima.[6][7]

## Hàbitat
És un peix marí i batidemersal que viu entre 366 i 475 m de fondària.

## Distribució geogràfica
Es troba a l'Atlàntic occidental: des del golf de Mèxic fins a la desembocadura del riu Amazones.

## Observacions
És inofensiu per als humans.